# Liste des maires de Montfort-sur-Meu
La liste des maires de Montfort-sur-Meu présente la liste des maires de la commune française de Montfort-sur-Meu, située dans le département d'Ille-et-Vilaine en région Bretagne.

## La mairie
La mairie actuelle est située boulevard Villebois Mareuil, dans un édifice du 17e siècle.

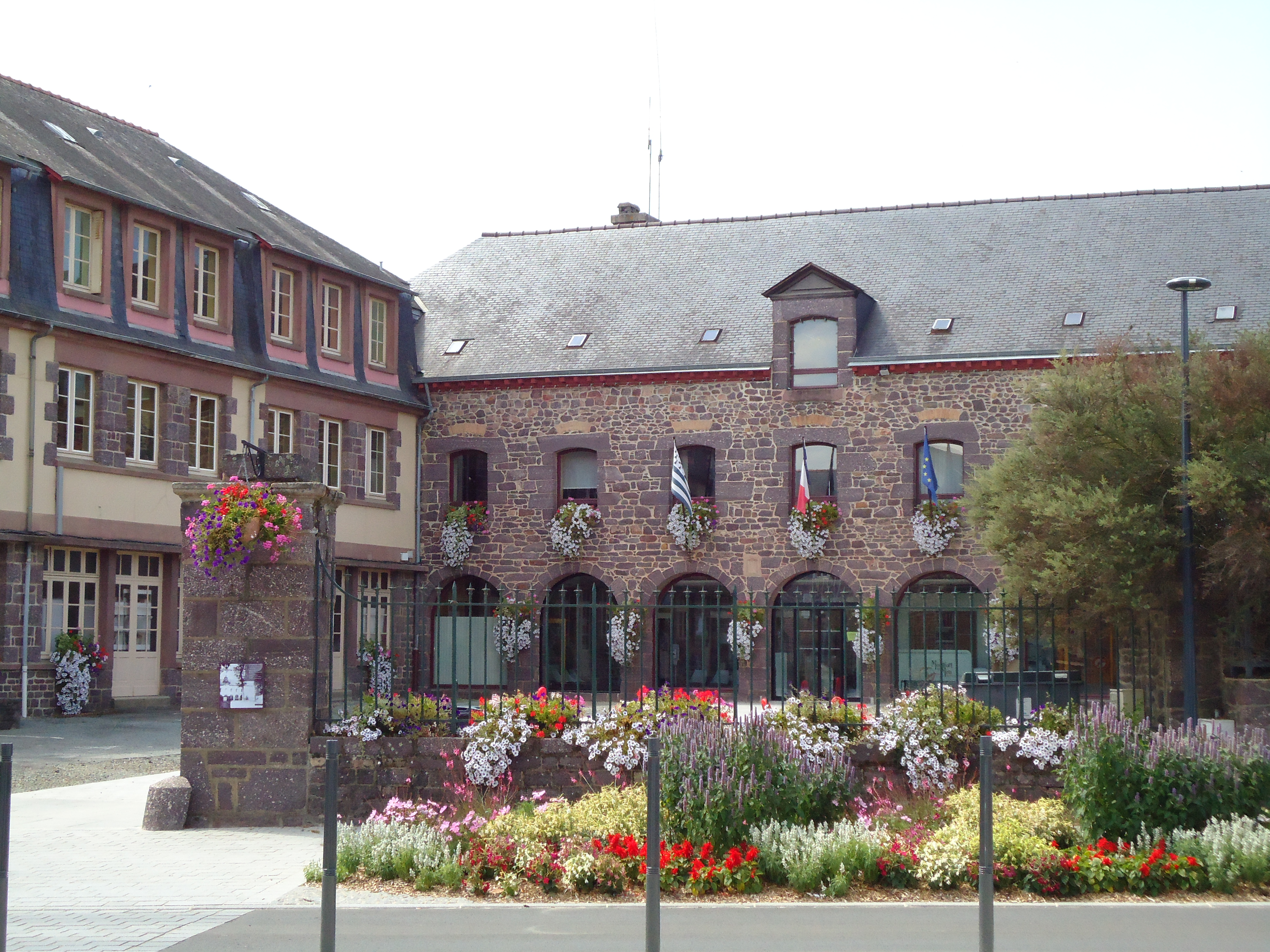
La mairie en 2010.

## Liste des maires

### De 1852 à 1944
| Période                                  | Période                 | Identité                   | Étiquette   | Qualité                                                                  |
| ---------------------------------------- | ----------------------- | -------------------------- | ----------- | ------------------------------------------------------------------------ |
| 26 septembre 1852                        | 29 juillet 1855         | François Maudet            |             | Négociant tanneur Conseiller général du canton de Montfort (1839 → 1861) |
| 30 juillet 1855                          | 12 mai 1871             | Émile Guicheteau           |             |                                                                          |
| 13 mai 1871                              | 3 février 1878          | Ernest Juguet              | Droite      |                                                                          |
| 4 février 1878                           | 18 février 1881         | Julien Denais              | Républicain | Conseiller général du canton de Montfort (1877 → 1883)                   |
| 19 février 1881                          | 24 mai 1884             | Ernest Juguet              | Droite      | Conseiller général du canton de Montfort (1883 → 1903)                   |
| 25 mai 1884                              | 19 mai 1888             | Charles Diéras             |             | Notaire                                                                  |
| 20 mai 1888                              | 14 mai 1892             | Ernest Juguet              | Droite      | Conseiller général du canton de Montfort (1883 → 1903)                   |
| 15 mai 1892                              | 16 mai 1896             | Albert Cottin              |             |                                                                          |
| 17 mai 1896                              | 2 décembre 1905 (décès) | Emmanuel Landais           | Républicain | Médecin                                                                  |
| 28 janvier 1906                          | 16 mai 1908             | François Jounot            |             |                                                                          |
| 17 mai 1908                              | 12 juin 1944            | Émile Beauchef (1867-1951) | RG          | Avoué Conseiller général du canton de Montfort-sur-Meu (1907 → 1940)     |
| 13 juin 1944                             | 10 octobre 1944 (décès) | Léon Moutet                |             |                                                                          |
| Les données manquantes sont à compléter. |                         |                            |             |                                                                          |

### Depuis 1944
Depuis la Libération, huit maires se sont succédé à la tête de la commune.
| Période          | Période                 | Identité                       | Étiquette        | Qualité |
| ---------------- | ----------------------- | ------------------------------ | ---------------- | --- |
| 19 novembre 1944 | 29 octobre 1947         | Julien Pilorge (1905-1975)     |                  | Vétérinaire |
| 29 octobre 1947  | 31 mars 1955 (décès)    | Jean-Pierre Bertel (1884-1955) |                  | Ancien commerçant |
| 15 mai 1955      | 27 mai 1961 (démission) | Anne Diéras (1900-1961)        |                  | |
| 28 mai 1961      | 26 mars 1971            | Alexandre Josset (1899-1999)   |                  | Pharmacien Président de la caisse d'épargne de Montfort-sur-Meu |
| 27 mars 1971     | 11 mars 2001            | Jacques Pilorge (1935-2025)    | DVD puis UDF-CDS | Vétérinaire Conseiller régional de Bretagne (1986 → 1992) Député suppléant de la 3e circonscription d'Ille-et-Vilaine (1988 → 1997) Conseiller général du canton de Montfort-sur-Meu (1988) Fils de Julien Pilorge |
| 11 mars 2001     | 16 mars 2008            | Victor Préauchat               | PS               | Retraité de la fonction publique Conseiller général du canton de Montfort-sur-Meu (1989 → 2008) |
| 16 mars 2008     | 4 juillet 2020          | Delphine David                 | UMP-LR           | Consultante auprès des collectivités Conseillère régionale de Bretagne (2010 → ) 1re vice-présidente de Montfort Communauté (2014 → 2020)                                                                          |
| 4 juillet 2020   | En cours                | Fabrice Dalino                 | UDB              | Cadre de la fonction publique territoriale 4e vice-président de Montfort Communauté (2020 → ) |

## Conseil municipal actuel
Les 29 sièges composant le conseil municipal de Montfort-sur-Meu ont été pourvus le 28 juin 2020 à l'issue du second tour de scrutin. À l'heure actuelle, il est réparti comme suit :

## Résultats des dernières élections municipales

### Élection municipale de 2020
Le premier tour de scrutin a eu lieu le 15 mars 2020 dans un contexte particulier, lié à la pandémie de Covid-19. Prévu initialement le 22 mars, le second tour est fixé au 28 juin 2020.
| Tête de liste                              | Tête de liste    | Liste       | Premier tour | Premier tour | Second tour | Second tour | Sièges | Sièges |
| Tête de liste                              | Tête de liste    | Liste       | Voix         | %            | Voix        | %           | CM     | CC     |
| ------------------------------------------ | ---------------- | ----------- | ------------ | ------------ | ----------- | ----------- | ------ | ------ |
|                                            | Fabrice Dalino   | UDB-PS-EÉLV | 1 150        | 46,65        | 1 461       | 53,81       | 23     | 6      |
| Partageons nos forces : inventons demain ! |                  |             | 1 150        | 46,65        | 1 461       | 53,81       | 23     | 6      |
|                                            | Delphine David * | LR          | 882          | 35,78        | 1 029       | 37,90       | 5      | 2      |
| Montfort, l’énergie du collectif           |                  |             | 882          | 35,78        | 1 029       | 37,90       | 5      | 2      |
|                                            | Véronique Huet   | DVD         | 433          | 17,56        | 225         | 8,28        | 1      | 0      |
| Montfort pour vous, avec vous              |                  |             | 433          | 17,56        | 225         | 8,28        | 1      | 0      |
|                                            |                  |             |              |              |             |             |        |        |
| Inscrits                                   | Inscrits         | Inscrits    | 5 154        | 100,00       | 5 176       | 100,00      |        |        |
| Abstentions                                | Abstentions      | Abstentions | 2 648        | 51,38        | 2 411       | 46,58       |        |        |
| Votants                                    | Votants          | Votants     | 2 506        | 48,62        | 2 765       | 53,42       |        |        |
| Blancs                                     | Blancs           | Blancs      | 18           | 0,72         | 24          | 0,87        |        |        |
| Nuls                                       | Nuls             | Nuls        | 23           | 0,92         | 26          | 0,94        |        |        |
| Exprimés                                   | Exprimés         | Exprimés    | 2 465        | 98,36        | 2 715       | 98,19       |        |        |
| * Liste de la maire sortante               |                  |             |              |              |             |             |        |        |

### Élection municipale de 2014
| Tête de liste                   | Tête de liste    | Liste          | Premier tour | Premier tour | Second tour | Second tour | Sièges | Sièges |
| Tête de liste                   | Tête de liste    | Liste          | Voix         | %            | Voix        | %           | CM     | CC     |
| ------------------------------- | ---------------- | -------------- | ------------ | ------------ | ----------- | ----------- | ------ | ------ |
|                                 | Delphine David * | DVD-UMP        | 1 474        | 45,64        | 1 485       | 45,21       | 22     | 6      |
| Une ville qui avance            |                  |                | 1 474        | 45,64        | 1 485       | 45,21       | 22     | 6      |
|                                 | Claudia Rouaux   | DVG-PS         | 1 278        | 39,57        | 1 460       | 44,45       | 6      | 1      |
| Montfort autrement              |                  |                | 1 278        | 39,57        | 1 460       | 44,45       | 6      | 1      |
|                                 | Gérard Demaure   | SE             | 477          | 14,77        | 339         | 10,32       | 1      |        |
| Gérer ensemble Montfort-sur-Meu |                  |                | 477          | 14,77        | 339         | 10,32       | 1      |        |
|                                 |                  |                |              |              |             |             |        |        |
| Inscrits                        | Inscrits         | Inscrits       | 4 726        | 100,00       | 4 726       | 100,00      |        |        |
| Abstentions                     | Abstentions      | Abstentions    | 1 397        | 29,56        | 1 373       | 29,05       |        |        |
| Votants                         | Votants          | Votants        | 3 329        | 70,44        | 3 353       | 70,95       |        |        |
| Blancs et nuls                  | Blancs et nuls   | Blancs et nuls | 100          | 3,00         | 69          | 2,06        |        |        |
| Exprimés                        | Exprimés         | Exprimés       | 3 229        | 97,00        | 3 284       | 97,94       |        |        |
| * Liste du maire sortant        |                  |                |              |              |             |             |        |        |

### Élection municipale de 2008
| Tête de liste                             | Tête de liste      | Liste          | Premier tour | Premier tour | Second tour | Second tour | Sièges | Sièges |
| Tête de liste                             | Tête de liste      | Liste          | Voix         | %            | Voix        | %           | CM     |        |
| ----------------------------------------- | ------------------ | -------------- | ------------ | ------------ | ----------- | ----------- | ------ | ------ |
|                                           | Delphine David     | DVD-UMP        | 1 370        | 46,65        | 1 752       | 56,12       | 23     |        |
| Pour Montfort ouverture et dynamisme      |                    |                | 1 370        | 46,65        | 1 752       | 56,12       | 23     |        |
|                                           | Victor Préauchat * | PS             | 1 284        | 43,72        | 1 370       | 43,88       | 6      |        |
| Continuons d'agir avec vous pour Montfort |                    |                | 1 284        | 43,72        | 1 370       | 43,88       | 6      |        |
|                                           | Pascal Blanchard   | MoDem          | 283          | 9,64         |             |             |        |        |
| Construisez avec nous                     |                    |                | 283          | 9,64         |             |             |        |        |
|                                           |                    |                |              |              |             |             |        |        |
| Inscrits                                  | Inscrits           | Inscrits       | 4 306        | 100,00       | 4 306       | 100,00      |        |        |
| Abstentions                               | Abstentions        | Abstentions    | 1 271        | 29,52        | 1 093       | 25,38       |        |        |
| Votants                                   | Votants            | Votants        | 3 035        | 70,48        | 3 213       | 74,62       |        |        |
| Blancs ou nuls                            | Blancs ou nuls     | Blancs ou nuls | 98           | 3,23         | 91          | 2,83        |        |        |
| Exprimés                                  | Exprimés           | Exprimés       | 2 937        | 96,77        | 3 122       | 97,17       |        |        |
| * Liste du maire sortant                  |                    |                |              |              |             |             |        |        |

### Élection municipale de 2001
|                                        | Victor Préauchat | PS-PCF         | 1 399 | 54,78  | 23 |  |  |  |
| Agir autrement pour Montfort           |                  |                | 1 399 | 54,78  | 23 |  |  |  |
|                                        | Michel Riopel    | DVD            | 1 155 | 45,22  | 6  |  |  |  |
| Ensemble, toujours mieux pour Montfort |                  |                | 1 155 | 45,22  | 6  |  |  |  |
|                                        |                  |                |       |        |    |  |  |  |
| Inscrits                               | Inscrits         | Inscrits       | 3 941 | 100,00 |    |  |  |  |
| Abstentions                            | Abstentions      | Abstentions    | 1 254 | 31,82  |    |  |  |  |
| Votants                                | Votants          | Votants        | 2 687 | 68,18  |    |  |  |  |
| Blancs ou nuls                         | Blancs ou nuls   | Blancs ou nuls | 133   | 4,95   |    |  |  |  |
| Exprimés                               | Exprimés         | Exprimés       | 2 554 | 95,05  |    |  |  |  |

### Élection municipale de 1995
|                                         | Jacques Pilorge * | UDF-CDS        | 1 240 | 50,76  | 21 |  |  |  |
| Ensemble, assurons l'avenir de Montfort |                   |                | 1 240 | 50,76  | 21 |  |  |  |
|                                         | Victor Préauchat  | PS             | 1 203 | 49,24  | 6  |  |  |  |
| Agir autrement pour Montfort            |                   |                | 1 203 | 49,24  | 6  |  |  |  |
|                                         |                   |                |       |        |    |  |  |  |
| Inscrits                                | Inscrits          | Inscrits       | 3 368 | 100,00 |    |  |  |  |
| Abstentions                             | Abstentions       | Abstentions    | 832   | 24,70  |    |  |  |  |
| Votants                                 | Votants           | Votants        | 2 536 | 75,30  |    |  |  |  |
| Blancs ou nuls                          | Blancs ou nuls    | Blancs ou nuls | 93    | 3,67   |    |  |  |  |
| Exprimés                                | Exprimés          | Exprimés       | 2 443 | 96,33  |    |  |  |  |
| * Liste du maire sortant                |                   |                |       |        |    |  |  |  |

### Élection municipale de 1989
|                                                        | Jacques Pilorge * | CDS-DVD     | 1 221 | 53,37  | 21 |  |  |  |
| Continuons de construire ensemble l'avenir de Montfort |                   |             | 1 221 | 53,37  | 21 |  |  |  |
|                                                        | Victor Préauchat  | PS-PCF      | 1 067 | 46,63  | 6  |  |  |  |
| Montfort, ensemble et autrement                        |                   |             | 1 067 | 46,63  | 6  |  |  |  |
|                                                        |                   |             |       |        |    |  |  |  |
| Inscrits                                               | Inscrits          | Inscrits    | 3 053 | 100,00 |    |  |  |  |
| Abstentions                                            | Abstentions       | Abstentions | 697   | 22,83  |    |  |  |  |
| Votants                                                | Votants           | Votants     | 2 356 | 77,17  |    |  |  |  |
| Nuls                                                   | Nuls              | Nuls        | 68    | 2,23   |    |  |  |  |
| Exprimés                                               | Exprimés          | Exprimés    | 2 288 | 74,94  |    |  |  |  |
| * Liste du maire sortant                               |                   |             |       |        |    |  |  |  |

### Élection municipale de 1983
|                                                                          | Jacques Pilorge * | DVD         | 1 247 | 59,72  | 22 |  |  |  |
| Liste renouvelée au maire sortant pour une gestion efficace et dynamique |                   |             | 1 247 | 59,72  | 22 |  |  |  |
|                                                                          | Victor Préauchat  | PS          | 841   | 40,28  | 5  |  |  |  |
| Union pour la majorité                                                   |                   |             | 841   | 40,28  | 5  |  |  |  |
|                                                                          |                   |             |       |        |    |  |  |  |
| Inscrits                                                                 | Inscrits          | Inscrits    | 2 835 | 100,00 |    |  |  |  |
| Abstentions                                                              | Abstentions       | Abstentions | 618   | 21,80  |    |  |  |  |
| Votants                                                                  | Votants           | Votants     | 2 217 | 78,20  |    |  |  |  |
| Nuls                                                                     | Nuls              | Nuls        | 129   | 4,55   |    |  |  |  |
| Exprimés                                                                 | Exprimés          | Exprimés    | 2 088 | 73,65  |    |  |  |  |
| * Liste du maire sortant                                                 |                   |             |       |        |    |  |  |  |